# Abd al-Ilah
Abd al-Ilah ibn Ali ibn Husajn, arab. عبد الإله, ang. Abd al-Ilāh (ur. 14 października 1913 w Taif, zm. 14 lipca 1958 w Bagdadzie) – arabski polityk i wojskowy, następca tronu Hidżazu, regent Iraku w latach 1939–1953, marszałek, honorowy marszałek RAF. Był synem Alego I.

## Życiorys
Abd al-Ilah przyszedł na świat już jako następca tronu Hidżazu, w związku z czym otrzymał staranne wykształcenie mające przygotować chłopca do sprawowania rządów. Podbój Królestwa Hidżazu przez Nadżd w 1925 oraz wynikłe w tym czasie liczne przewroty doprowadziły jednak do likwidacji państwa, więc Abd al-Ilah nie mógł wykorzystać zdobytej wiedzy i umiejętności w sztuce rządzenia. Ze względu na ignorowanie protestów zgłaszanych do Ligi Narodów uznał precedencję do tronu zlikwidowanego królestwa za czysto honorową i usunął się z życia politycznego, by rozwinąć karierę wojskową.
Po śmierci swego szwagra, Ghaziego I (4 kwietnia 1939), jako regent Iraku sprawował władzę w imieniu siostrzeńca, Fajsala II. Jako zagorzały zwolennik Wielkiej Brytanii został w 1941 wygnany po udanym zamachu stanu przeprowadzonym przez proniemieckie koła oficerskie – jednak niedługo potem powrócił do władzy, nie bez pomocy Brytyjczyków. Fakt ten pozwolił na wyrobienie mu powszechnej opinii marionetki Anglii i Stanów Zjednoczonych. Po zakończeniu II wojny światowej usiłował zdemokratyzować system polityczny kraju, ale nie udało mu się stworzyć stabilnych ośrodków władzy parlamentarnej. W 1953, z powodu osiągnięcia przez króla pełnoletniości, złożył urząd regenta, nadal jednak pozostał głównym doradcą Fajsala, aż do 1958, kiedy to obydwaj zginęli w trakcie rewolucji irackiej.
Postanowieniem z 20 października 1947 został przez prezydenta RP Augusta Zaleskiego odznaczony Orderem Orła Białego, którym udekorowany został 25 października tegoż roku w Londynie.